# Paraplatypeza celaena
Paraplatypeza celaena är en tvåvingeart som beskrevs av Wray Merrill Bowden 1973. Paraplatypeza celaena ingår i släktet Paraplatypeza och familjen svampflugor.
Artens utbredningsområde är Kenya. Inga underarter finns listade i Catalogue of Life.